# Alosa del Sàhara
L'alosa del Sàhara o alosa banyuda de Temminck (Eremophila bilopha) és una espècie d'ocell de la família dels alàudids (Alaudidae) que habita deserts africans i asiàtics, des del Sàhara Occidental i Marroc, cap a l'est, pel nord d'Algèria, Tunis, Líbia i Egipte fins a l'Orient Pròxim, Iraq i nord d'Aràbia.